# Andrémeyerite
La andrémeyerite è un minerale appartenente al gruppo della melilite.